# Pascal Rétif
Pour les articles homonymes, voir Rétif.
Pascal Rétif est un réalisateur d'émissions de télévision français.
Sa première réalisation marquante a été les Géants de la Coupe du monde 1998. Il travaille aujourd'hui pour la chaîne Canal+ et réalise souvent les émissions phares de la première partie de soirée de la chaîne comme Le Grand Journal, Les Guignols de l'info  ou encore Le Petit Journal. On l'a également déjà vu aux commandes des émissions Dimanche +, + Clair, Tout le monde il est beau, tout le monde il est gentil ou L'Édition spéciale, et depuis 2016 Quotidien.
Depuis 2009, il réalise en alternance d'autres réalisateurs le Grand Journal de Cannes, déclinaison du Grand Journal de Canal+ qui se tient tous les ans en direct de la plage du Martinez à Cannes à l'occasion du  festival du même nom.
Depuis 2021, il réalise l'émission quotidienne Tout Le Monde Veut Prendre Sa Place, diffusée sur France 2.